# Gouvernement Bizerte
Das Gouvernement Bizerte (arabisch ولاية بنزرت, DMG Wilāyat Binzart) ist eines der 24 Gouvernements Tunesiens. Es liegt im Norden des Landes, hat eine Fläche von 3.750 km² und 551.500 Einwohner.
Hauptstadt ist das gleichnamige Bizerte. Die Galite-Inseln sind Teil des Gouvernements.